# NSWRL 1955
Die NSWRL 1955 war die 48. Saison der New South Wales Rugby League Premiership, der ersten australischen Rugby-League-Meisterschaft. Den ersten Tabellenplatz nach Ende der regulären Saison belegten die Newtown Jets. Diese verloren im Finale 11:12 gegen die South Sydney Rabbitohs, die damit zum dritten Mal in Folge und zum 16. Mal insgesamt die NSWRL gewannen.

## Tabelle
|      | Team                          | Spiele | Siege | Unent. | Ndlg. | Spiel- punkte | Diff. | Tabellen- punkte |
| ---- | ----------------------------- | ------ | ----- | ------ | ----- | ------------- | ----- | ---------------- |
| 01.  | Newtown Jets                  | 18     | 14    | 1      | 3     | 376:179       | + 197 | 29               |
| 02.  | St. George Dragons            | 18     | 14    | 0      | 4     | 396:247       | + 149 | 28               |
| 03.  | Manly-Warringah Sea Eagles    | 18     | 11    | 1      | 6     | 332:245       | + 87  | 23               |
| 04.  | South Sydney Rabbitohs        | 18     | 11    | 0      | 7     | 367:260       | + 107 | 22               |
| 05.  | North Sydney Bears            | 18     | 10    | 0      | 8     | 345:278       | + 67  | 20               |
| 06.  | Eastern Suburbs               | 18     | 8     | 1      | 9     | 342:325       | + 17  | 17               |
| 07.  | Balmain Tigers                | 18     | 8     | 1      | 9     | 384:381       | + 3   | 17               |
| 08.  | Parramatta Eels               | 18     | 5     | 0      | 13    | 258:365       | - 107 | 10               |
| 09.  | Canterbury-Bankstown Bulldogs | 18     | 4     | 0      | 14    | 167:414       | - 247 | 8                |
| 010. | Western Suburbs Magpies       | 18     | 3     | 0      | 15    | 186:459       | - 273 | 6                |

## Playoffs

### Ausscheidungs/Qualifikationsplayoffs
| 27. August | South Sydney Rabbitohs | 14 : 12 | Manly-Warringah Sea Eagles | Sydney Cricket Ground, Sydney Zuschauer: 35.677 Schiedsrichter: Darcy Lawler |
| 27. August | (5:5) Bericht          |         |                            | Sydney Cricket Ground, Sydney Zuschauer: 35.677 Schiedsrichter: Darcy Lawler |

| 3. September | Newtown Jets  | 11 : 8 | St. George Dragons | Sydney Cricket Ground, Sydney Zuschauer: 34.158 Schiedsrichter: Darcy Lawler |
| 3. September | (5:4) Bericht |        |                    | Sydney Cricket Ground, Sydney Zuschauer: 34.158 Schiedsrichter: Darcy Lawler |

### Halbfinale
| 10. September | South Sydney Rabbitohs | 18 : 14 | St. George Dragons | Sydney Cricket Ground, Sydney Zuschauer: 41.583 Schiedsrichter: Col Pearce |
| 10. September | (7:11) Bericht         |         |                    | Sydney Cricket Ground, Sydney Zuschauer: 41.583 Schiedsrichter: Col Pearce |

### Grand Final
| 17. September | South Sydney Rabbitohs                                                       | 12 : 11       | Newtown Jets                                                                                     | Sydney Cricket Ground, Sydney Zuschauer: 42.466 Schiedsrichter: Col Pearce |
| 17. September | Versuche: Donohoe, Rayner Erhöhungen: Purcell (2/2) Straftritte: Purcell (1) | (4:8) Bericht | Versuche: Considine Erhöhungen: Clifford (1/1) Straftritte: Clifford (2) Dropgoals: Clifford (1) | Sydney Cricket Ground, Sydney Zuschauer: 42.466 Schiedsrichter: Col Pearce |

| 1  | Don Murdoch      |
| 2  | Dale Puren       |
| 3  | Malcolm Spencer  |
| 4  | Martin Gallagher |
| 5  | Ian Moir         |
| 6  | Johnny Dougherty |
| 7  | Col Donohoe      |
| 8  | Les Cowie        |
| 9  | Bernie Purcell   |
| 10 | Jack Rayner      |
| 11 | Denis Donoghue   |
| 12 | Ernest Hammerton |
| 13 | Norm Nilson      |

| 1  | Gordon Clifford |
| 2  | Kevin Considine |
| 3  | Herbert Poole   |
| 4  | Brian Clay      |
| 5  | Ray Preston     |
| 6  | Ray Kelly       |
| 7  | Bobby Whitton   |
| 8  | Peter Ryan      |
| 9  | Frank Narvo     |
| 10 | Henry Holloway  |
| 11 | Les Hampson     |
| 12 | Greg Ellis      |
| 13 | Don Stait       |